# Hiroshi Amano

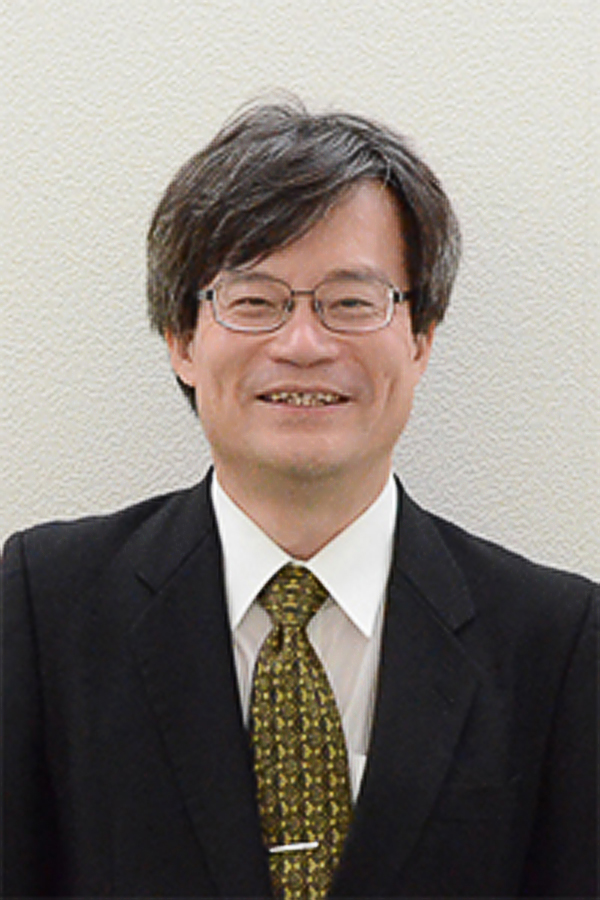
Hiroshi Amano

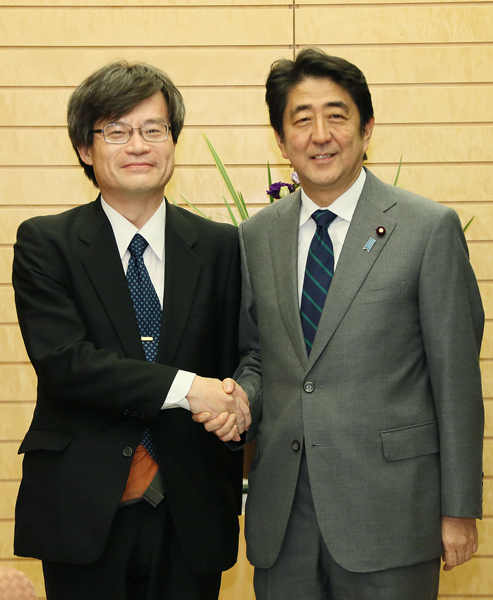
Mit Shinzō Abe (in der offiziellen Residenz des Premierministers am 22. Oktober 2014)

Hiroshi Amano (japanisch 天野 浩, Amano Hiroshi; * 11. September 1960 in Hamamatsu) ist ein japanischer Physiker, der im Jahr 1989 erstmals blaue Leuchtdioden, basierend auf dem p-n-Übergang mit dem Halbleitermaterial Galliumnitrid (GaN), herstellte. Im Jahr 2014 wurde er hierfür gemeinsam mit Isamu Akasaki und Shuji Nakamura mit dem Nobelpreis für Physik ausgezeichnet.

## Leben
Amano erwarb 1983 und 1985 einen Bachelor respektive einen Master an der Universität Nagoya, im Jahr 1989 wurde er an gleicher Stelle promoviert. 1988 begann er als wissenschaftlicher Mitarbeiter an der Universität Nagoya zu arbeiten, ehe er 1992 einen Ruf als Assistant Professor an die Meijō-Universität annahm. Im Jahr 1998 wurde Amano dort zum Associate Professor befördert und erhielt im April 2002 eine ordentliche Professur. Seit 2010 ist er Professor an der Graduate School of Engineering der Universität Nagoya.
Seit 1982 war Amano Mitglied der Gruppe um Isamu Akasaki und forschte seitdem am Wachstum, der Charakteristik und Anwendungen von Galliumnitrid-Halbleitern. Er ist Verfasser und Mitverfasser von mehr als 390 wissenschaftlichen Publikationen und lieferte Beiträge zu 17 Büchern.
Den Nobelpreis erhielt er für seine Zusammenarbeit mit Akasaki an der Universität Nagoya. Die Eignung von GaN als Material für die lang gesuchten Leuchtdioden und Halbleiterlaser im blauen Bereich des Spektrums war schon länger bekannt (sie haben eine große Bandlücke im UV-Bereich), das Problem war die Herstellung von Kristallen mit guten optischen Eigenschaften aus diesem Material. Das gelang Ende der 1980er und Anfang der 1990er Jahre sowohl Akasaki und Amano als auch unabhängig Nakamura bei der Nichia Corporation. Beide Gruppen benutzten dazu die Abscheidung dünner Filme aus der Gasphase (Metallorganische Gasphasenepitaxie, Metalorganic Vapour Phase Epitaxy, MOVPE). Außerdem überwanden sie weitere Probleme, wie die p-Dotierung von GaN. Akasaki und Amano fiel in diesem Zusammenhang auf, dass mit Zink dotierte GaN-Kristalle unter dem Elektronenmikroskop heller leuchteten, was ein Hinweis darauf war, dass Elektronenbestrahlung bei der Dotierung nützlich war. Später verwendeten sie Magnesium zur p-Dotierung, und für die n-dotierten Schichten in den Heterostrukturen der Leuchtdioden wurde Silizium verwendet. Blaue Leuchtdioden ermöglichten wesentliche Fortschritte in Herstellung energieeffizienter Lichtquellen (LED-Leuchten) und der Unterhaltungselektronik (Blu-Ray-DVD, Farb-Flachbildschirme).

## Veröffentlichungen
- H. Amano, N. Sawaki, I. Akasaki, Y. Toyoda Metalorganic vapor phase epitaxial growth of a high quality GaN film using an AlN buffer layer, Applied Physics Letters, Band  48, 1986, S. 353
- Hiroshi Amano, Masahiro Kito, Kazumasa Hiramatsu, Isamu Akasaki: P-Type Conduction in Mg-Doped GaN Treated with Low-Energy Electron Beam Irradiation (LEEBI), Jpn. J. Appl. Phys. Band 28, 1989, L2112-L2114,
- Isamu Akasaki, Hiroshi Amano, "Breakthroughs in Improving Crystal Quality of GaN and Invention of the p–n Junction Blue-Light-Emitting Diode", Jpn. J. Appl. Phys., Band  45, 2006, S. 9001–9010
- Herausgeber mit James H. Edgar, Samuel Strite, I. Akasaki, C. Wetzel: Properties, Processing and Applications of Gallium Nitride and Related Semiconductors, EMIS Datareviews Series Nr. 23, Institution of Engineering and Technology, 1998,  ISBN 978-0-85296-953-3
- Herausgeber: Proceedings 5th International Conference on Nitride Semiconductors (ICNS-5) : Nara, Japan, 25 - 30 May 2003, Physica Status Solidi C, Wiley-VCH 2003
- mit T. Kawashima, D. Iida, M. Imura, M. Iwaya, S. Kamiyama, I. Akasaki Metalorganic vapor phase epitaxial growth of nonpolar Al (Ga, In) N Films on lattice-mismatched substrates, in: Tanya Paskova (Hrsg.), Nitrides with Nonpolar Surfaces, Wiley-VCH Verlag, 2008, S. 101–118
- Herausgeber mit Tae-Yeon Seong, Jung Han: III-Nitride Based Light Emitting Diodes and Applications, Introduction Part A. Progress and Prospect of Growth of Wide-Band-Gap III-Nitrides, Springer 2013, ISBN 978-94-007-5862-9

## Auszeichnungen
- 1994: Fifth Optoelectronics Conference A Special Award
- 1996: IEEE/LEOS Engineering Achievement Award
- 1998: Japanese Journal of Applied Physics Award for the best review paper (mit Isamu Akasaki)
- 1998: British Rank Prize (mit Isamu Akasaki und Shuji Nakamura)
- 2001: Takeda Award[1]
- 2001: Marubun Academic Award
- 2003: Solid State Devices and Materials Conference Paper Award
- 2009: Nistep (National Institute of Science and Technology Policy) Researcher from the Ministry of Education of Japan
- 2011: Fellow am Institute of Physics, London
- 2014: APEX/JJAP Editorial Contribution Award der Japan Society of Applied Physics
- 2014: Nobelpreis für Physik gemeinsam mit Isamu Akasaki und Shuji Nakamura
- 2014: Kulturorden
- 2016: Mitglied der National Academy of Engineering